# Зіньківщина
Зінькі́вщина —  село в Україні, у Берестинському районі Харківської області. Населення становить 336 осіб. До 2020 орган місцевого самоврядування — Новомажарівська сільська рада.
Після ліквідації Зачепилівського району 19 липня 2020 року село увійшло до Красноградського (Берестинcького) району.

## Географія
Село Зіньківщина знаходиться на правому березі річки Оріль, русло якої частково використовується під Канал Дніпро — Донбас, навколо села багато заболочених озер, вище за течією за 3 км село Семенівка, нижче за течією примикає село Старе Пекельне і Нове Пекельне, на протилежному березі — місто Перещепине (Дніпропетровська область). На відстані 2 км проходить автомобільна дорога М18 (E105).

## Історія
- 1775 — дата заснування.

## Населення
Згідно з переписом УРСР 1989 року чисельність наявного населення села становила 342 особи, з яких 149 чоловіків та 193 жінки.
За переписом населення України 2001 року в селі мешкали 333 особи.

### Мова
Розподіл населення за рідною мовою за даними перепису 2001 року:
| Мова       | Відсоток |
| ---------- | -------- |
| українська | 98,81 %  |
| російська  | 1,19 %   |

## Економіка
- Птахо-товарна ферма.

## Об'єкти соціальної сфери
- Школа.